# Loch Achtriochtan
Loch Achtriochtan är en sjö i Storbritannien.   Den ligger i kommunen Highland och riksdelen Skottland, i den nordvästra delen av landet, 600 km nordväst om huvudstaden London. Loch Achtriochtan ligger 98 meter över havet.  Trakten runt Loch Achtriochtan består i huvudsak av gräsmarker.